# LKS Sanok (sekcja kolarska)
Ludowy Klub Sportowy Sanok – sekcja kolarska klubu LKS Sanok z siedzibą w Sanoku, działająca w latach 1960–1995.

## Historia
Wiodącą dyscypliną klubu LKS Sanok było kolarstwo szosowe. Pierwsze sukcesy sanoccy kolarze zaczęli odnosić pod koniec lat siedemdziesiątych. W 1978 roku Edward Jaklik zdobył Mistrzostwo Okręgu Rzeszowskiego, natomiast w 1979 r. wspólnie z Józefem Hańkowskim wywalczył Mistrzostwo Polski Zrzeszenia LZS w jeździe parami. W latach osiemdziesiątych sukcesy odnosił Mirosław Adamski (m.in.: 1 miejsce na Ogólnopolskiej Spartakiadzie Młodzieży w 1982 roku w Wolsztynie, rok później został członkiem kadry narodowej juniorów). Następna dekada istnienia klubu to głównie sukcesy braci Szymona i Tomasza Chmielewskich, synów Wojciecha. W 1992 roku Szymon Chmielewski wywalczył  w Poznaniu dwa tytuł Mistrza Polski Juniorów indywidualnie i drużynowo, jak również srebrny medal Mistrzostw Polski w jeździe parami w Kielcach. W tym samym roku Tomasz Chmielewski został Mistrzem Polski w jeździe drużynowej, a rok później tytuł Mistrza Polski zdobył ponownie w Grudziądzu. Z powodu kłopotów finansowych w 1995 roku klub przestał istnieć.

## Zawodnicy
W ciągu 35 lat istnienia klubu jego zawodnikami byli m.in.: Wojciech Chmielewski, Edward Jaklik, Józef Hańkowski, Mirosław Adamski, Szymon Chmielewski, Tomasz Chmielewski, Wojciech Herman, Janusz Głowacki oraz Marcin Karczyński (olimpijczyk z Letnich Igrzysk Olimpijskich 2004 w Atenach).